# Lago di Bolsena
Il lago di Bolsena o Volsinio (in latino: Lacus Volsiniensis) è un lago dell'Italia centrale, posto nell'alto Lazio, nella parte settentrionale della provincia di Viterbo (Alta Tuscia). Formatosi oltre 300 000 anni fa in seguito al collasso calderico di alcuni vulcani del complesso dei monti Volsini che ha accompagnato lo sprofondamento vulcano-tettonico dell'area, è lambito per una parte considerevole dalla strada consolare Cassia, a pochi chilometri dal monte Amiata, ed è il lago di origine vulcanica più grande d'Europa.

## Descrizione
Ha una forma pressoché rotonda, tipica per la sua origine, due isole e un fiume emissario, un'area totale di 113,5 km² (quinto in Italia), si trova a 305 m s.l.m., una profondità massima di 151 m e una profondità media di 81 m. Numerosi sono gli insediamenti turistici, con particolare propensione per il turismo a contatto con la natura, prevalentemente nei campeggi, agriturismi e bed and breakfast.

## Coste

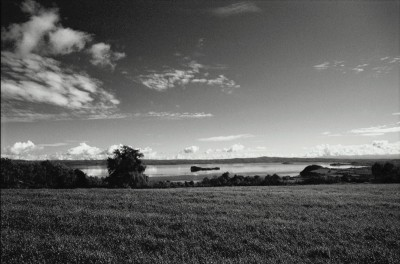
Il lago di Bolsena (ripresa grandangolare)

Le coste del lago sono generalmente basse e sabbiose (caratteristica la sabbia di colore nero, derivata dalla disgregazione delle rocce vulcaniche), in alcuni tratti anche paludose. Tuttavia la costa non è affatto monotona, ma è interrotta spesso da piccole e basse penisole. I promontori veri e propri sono pochi e per la precisione: il Monte Bisenzio, che chiude a ovest i Monti Volsini, Punta San Bernardino, la penisola di Capodimonte, la punta di Sant'Antonio.
Lungo le coste si alternano rive placide e tranquille, ideale per rilassarsi e per pescare, a campi e orti, ricoperti di ulivi, vigne e ortaggi. Dove l'uomo è meno presente si trovano boschi isolati di querce, castagni, salici con estesi canneti che offrono rifugio per i nidi di molti uccelli lacustri. Agli alberi spesso vengono stese ad asciugare le grandi reti dei pescatori, accanto alle loro barche, le stesse da secoli, con remi asimmetrici e il posteriore che funge da timone e viene manovrato stando in piedi.

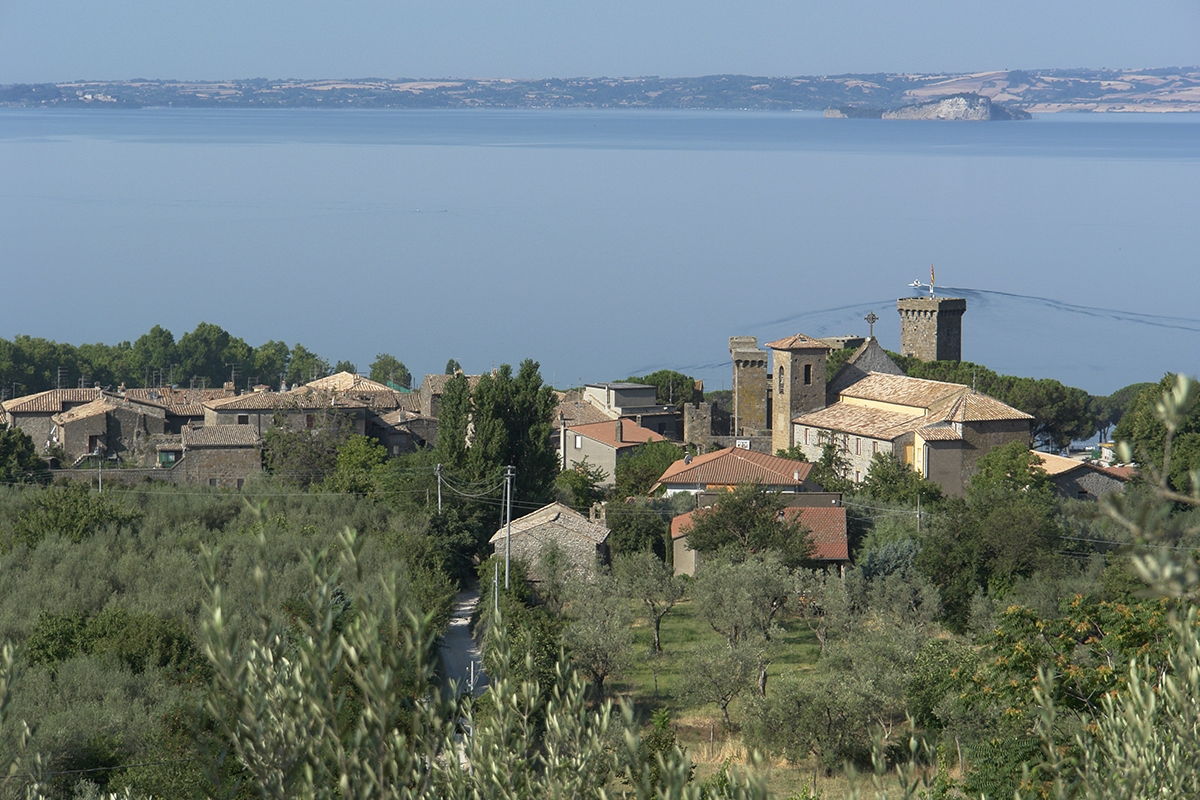
Panorama di Bolsena

Il turismo e gli insediamenti umani sono più concentrati lungo la costa orientale e meridionale dove sorgono i tre centri rivieraschi (Bolsena; Marta; Capodimonte). La costa settentrionale è la più bassa, mentre quella occidentale è la più selvaggia e solitaria.
In questi anni il lago ha conosciuto un allarmante innalzamento del suo livello che sta erodendo la spiaggia e spesso d'inverno, a causa delle forti piogge, giunge ad allagare i campi e i paesi sulle rive, causando notevoli danni. Soltanto nel 2006 il livello del lago si è avvicinato alle strade rivierasche sterrate, ritornando poi ai livelli consueti. Va considerato che avendo un solo emissario, ovvero il fiume Marta (controllato da bocchette per regolare il deflusso delle acque), il livello del lago può essere gestito senza creare danni alla costa.
Per valutare i cambiamenti di livello del lago basta guardare le strutture storiche presenti nei paesi rivieraschi, come il lavatoio presso la spiaggia dei pescatori a Marta, che nel giugno 2008 era al livello di quando è stato costruito decine di anni prima. Un particolare del lago è la presenza delle sesse, particolari variazioni del livello del lago, particolarmente imprevedibili e inspiegabili. Una sessa ha raggiunto nel 2000 un dislivello di circa 50 cm.

## Isole

### Isola Bisentina
L'isola Bisentina è la maggiore del lago per superficie (17 hm²) e appartiene al territorio comunale di Capodimonte dal quale dista circa 3 Km. Mutua il suo nome dall'antica città etrusco-romana di Bisenzio che era situata davanti all'isola nella costa sud-occidentale del lago e conserva importanti testimonianze storiche e artistiche.
Fu visitata da molti Papi durante le loro pause estive e fu proprietà della famiglia Farnese.

### Isola Martana
Situata di fronte al centro abitato di Marta, da cui prende il nome e al quale appartiene territorialmente, l'Isola Martana è la più piccola delle due isole del lago, in termini di superficie, con i suoi 10,3 hm². Avrebbe custodito le spoglie di santa Cristina, perché non cadessero preda dei barbari.
L'Isola Martana fu anche al centro della tragica vicenda storica di Amalasunta, regina dei Goti, che prese il potere alla morte di Teodorico: dopo essere stata portata con l'inganno sull'isola, vi fu trucidata dal cugino Teodato il 30 aprile del 535. Nella parte orientale dell'isola è stata posta una targa in sua memoria.
L'isola, disabitata, fu un tempo sede di un convento degli Agostiniani. Attualmente è proprietà privata e quindi non ne è possibile la visita. È comunque possibile circumnavigarla con un battello che parte dal porto di Capodimonte e dal porto di Bolsena.

## Idrografia

### Il fiume Marta
Dal lago di Bolsena, in corrispondenza del centro abitato di Marta, il fiume emissario inizia il suo percorso verso il Mar Tirreno.
Dopo aver attraversato Marta, Tuscania e Tarquinia, incontra il mare. Qui, in una zona compresa tra la foce del Fiume Marta e quella del Fiume Mignone, è stata istituita la Riserva Naturale di Popolamento Animale "Salina di Tarquinia".
La portata del fiume viene regolata dalle "bocchette" che sono delle finestre, in una diga, in grado di regolare il flusso di acqua che dal lago si immette nel fiume.

## Clima
Il clima è temperato e mite, specie sulla sponda meridionale. Non rare d'inverno sono le cosiddette "lagheggiate", e le "lagheggiate ghiacciate" ossia quando il forte vento di tramontana fa sbattere le onde del lago sui muraglioni creando spettacolari stalattiti sugli stessi, sugli alberi e sulle fontane nonché sul lungolago grazie al clima molto freddo.
Sono quasi esclusivamente presenti sulla sponda meridionale del lago nei comuni di Marta e Capodimonte ma anche sulla porzione di lago di Montefiascone, e sono spesso meta di turisti e visitatori. Fino a qualche anno fa esse erano ancora più spettacolari in quanto il lago aveva un livello più alto. 
D'inverno spesso spirano forti venti da nord che possono superare gli 80-90 km/h.

## Geologia

### Genesi del lago
Il lago si è formato quando l'apparato vulcanico Vulsinio, che vantava ben sette crateri, in seguito allo svuotamento della grossa camera magmatica, subisce uno sprofondamento creando una zona depressa a forma circolare che sarà a poco a poco ricoperta dalle acque del futuro lago. Tracce di questi antichi crateri sono rimasti lungo il fianco dell'isola Bisentina, nella caldera di Latera e nell'abitato di Montefiascone che sorge sul bordo della caldera dell'omonimo vulcano.

## Ambiente

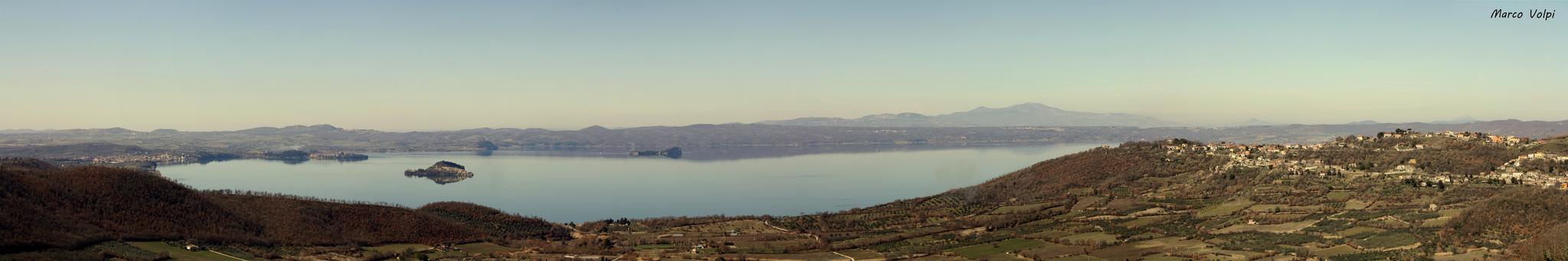
Una veduta panoramica da Montefiascone (paese che si affaccia sul lago; sponda EST)

Il lago di Bolsena può vantare un ambiente naturale quasi completamente incontaminato ed è uno dei pochi grandi laghi italiani ad essere completamente balneabile. La pulizia delle sue acque (recita un detto dei pescatori che questo è il lago che si beve!) ha garantito uno straordinario sviluppo di specie animali e vegetali, tra cui molte specie di alghe e piante subacquee quasi completamente scomparse in altri bacini. Per questa biodiversità nel 2005 il Lago di Bolsena è stato proposto come sito di interesse comunitario.

### Fauna
Molte le specie di pesci autoctone: il luccio, la tinca, il piccolo latterino, la scardola, il cefalo, la lasca, il gambero di fiume, il granchio d'acqua dolce, il coregone o lavarello, che è il pesce più pescato, ed infine le celeberrime anguille che costarono il Purgatorio dantesco a papa Martino IV
(Dante, Purgatorio, Canto XXIV)
L'abbondanza di pesci e la natura incontaminata hanno attirato specie di uccelli acquatici di tutti i tipi che sostano nel lago durante le migrazioni e sono una vera delizia per gli amanti del bird-watching. Sono stati avvistati morette, moriglioni, fistioni turchi, folaghe, svassi maggiori, tuffetti, svassi minori, garzette ed aironi cenerini, specie tipiche del Nord Europa. Tra gli uccelli che stabilmente risiedono qui, si ricordano i colombi, i gabbiani e una decina di cigni. Fra le specie che nidificano fra i canneti vi sono aironi di piccole dimensioni, il cannareccione e la cannaiola, due specie di passeri che formano dei nidi a coppa, intrecciando le canne, e per ultimo lo svasso maggiore che crea delle vere e proprie piattaforme galleggianti.
Altri abitanti comuni delle rive del lago sono il rospo comune, la rana, la biscia d'acqua, il tritone, la testuggine europea.
La fauna del lago è minacciata dall'introduzione di specie aliene come il persico sole, il pesce gatto, il persico trota, il persico reale, la carpa e l'agone, la nutria, la tartaruga palustre americana, l'oca canadese e il gambero rosso della Louisiana. Questi animali alloctoni distruggono l'habitat delle specie autoctone e ne mettono in pericolo la sopravvivenza anche predandole o privandole delle risorse necessarie.

### Flora
Lungo le rive si alternano ai canneti, rifugi ideali per moltissimi animali alla sabbia e a piccoli prati dove cresce l'erba morella, dalle tipiche bacche color rosso, il vilucchio bianco. Presso la località di Montesenano (Gradoli) è stata osservata la rarissima Baldellia ranunculoides. A poca distanza dalla riva crescono il ranuncolo e il poligono anfibio, la zannichellia e la brasca pettinata (o delle lagune). In acque più profonde si sviluppa l'erba tinca e la ranocchia maggiore. [Non chiaro: si sviluppa la ranocchia? "Fauna"?] 

### Inquinamento e pericoli
L'incapacità di gestire il turismo (in continua crescita), l'abusivismo edilizio, la pesca mal regolata ed i residui di fertilizzanti provenienti dall'agricoltura intensiva sono le vere minacce per l'equilibrio biologico del lago. Equilibrio delicatissimo se si pensa che il lago impiega oltre 150 anni per ricambiare totalmente le sue acque. Recentemente è stato costruito un sistema di fognature centrale (il cosiddetto "anello") che raccoglie le acque nere dei comuni intorno al lago e le riversa in un collettore comune sul fiume Marta, tuttavia a causa dell'incuria delle amministrazioni locali si verificano spesso delle rotture, come quella dell'estate 2005, quando a causa di un guasto mai chiarito, le fognature del comune di Grotte di Castro si riversarono nel lago nei pressi della frazione del Borghetto, causando un'invasione batterica ben cento volte superiore ai limiti previsti. Un problema analogo si verificò nell'estate 2011 nel comune di Capodimonte.
Secondo un rapporto del luglio 2016 rilasciato da Goletta dei Laghi, una campagna di Legambiente, su 7 campioni effettuati nel Lago di Bolsena 6 risultavano "fortemente inquinati".
Nell'estate 2017 contrastanti sono i risultati ottenuti rispettivamente dalla stessa Legambiente e da ARPA Lazio: per la prima è il nono anno consecutivo per cui il lago risulta inquinato, per la seconda sono risultati eccellenti tutti i prelievi effettuati.

## Storia

### Preistoria
Il lago iniziò ad essere popolato verso la fine del Neolitico quando lungo le sue rive sorsero diversi villaggi di palafitte. Fu poi abitato durante l'età del ferro e quella del bronzo ma i suoi insediamenti restarono fortemente condizionati dalle variazioni di livello delle acque, e conseguentemente dalla posizione della riva.

### Età villanoviana ed etrusca

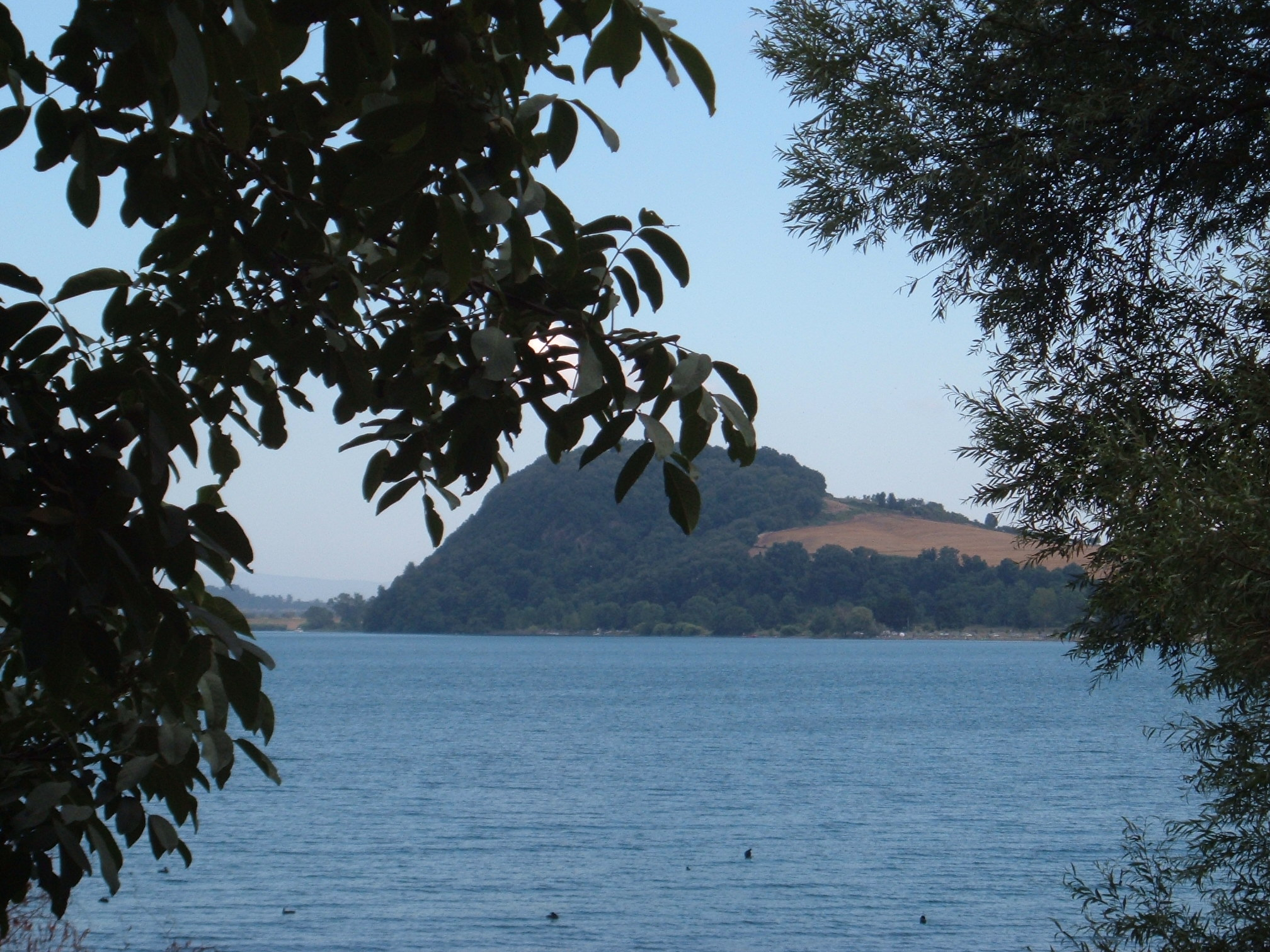
Il promontorio di Bisenzio, dove sorse l'antica città etrusca, è oggi uno dei luoghi più caratteristici del lago

Durante l'epoca etrusca, il lago ricoprì un ruolo di grande importanza. Sulle sue rive sorsero almeno quattro città: Visentum (oggi Bisenzio) ad ovest, la Civita di Grotte di Castro a nord, Cornossa (oggi fra Marta e Capodimonte) a sud mentre l'attuale Bolsena diventò sede del porto della potente città di Volsinii (Orvieto) in un rapporto di dipendenza simile a quello intercorso fra Roma e Ostia.
Il misterioso Fanum Voltmunae, luogo sacro dove i capi delle più importanti città etrusche si riunivano ogni anno è stato a lungo ipotizzato sulle rive del lago o anche sull'isola Bisentina.

### Età romana
In seguito alla distruzione di Volsinii, i Romani trasferirono la popolazione a Bolsena che fu chiamata Volsinii Novi. Il lago è citato da Plinio nella sua Naturalis Historia e in età tardo-imperiale vive la drammatica vicenda di Santa Cristina, martire cristiana del III secolo che sarà proclamata successivamente patrona del lago.

### Medioevo
Durante il medioevo i paesi sulle rive del lago subirono un periodo di declino e frequenti saccheggi da parte di Longobardi e i Saraceni. Bolsena venne depredata e un gruppo di abitanti portarono le spoglie di santa Cristina sull'Isola Martana. Bisenzio venne distrutta e la sua sede vescovile spostata a Castro. 

Sull'isola Martana, il re gotico Teodato fece imprigionare e uccidere la cugina Amalasunta, figlia di Teodorico. 
A partire dal XII secolo la zona venne conteso tra i Comuni di Orvieto, Viterbo, lo Stato Pontificio e i potenti feudatari dei signori di Bisenzio.
Francesco Petrarca restò colpito dalla grave situazione e chiese a papa Clemente VI di intervenire. Clemente VI inviò il cardinale Egidio Albornoz che riuscì a riportare il lago sotto il controllo della Chiesa, ma lo scontento degli abitanti fu tale da scatenare violenti tumulti e ribellioni.

### Ducato di Castro
Il ritorno del Papa a Roma, gli permise di consolidare i suoi domini nell'area del lago. La città di Montefiascone conosce un grande sviluppo diventando rifugio di numerosi pontefici e venendo eletta sede vescovile.

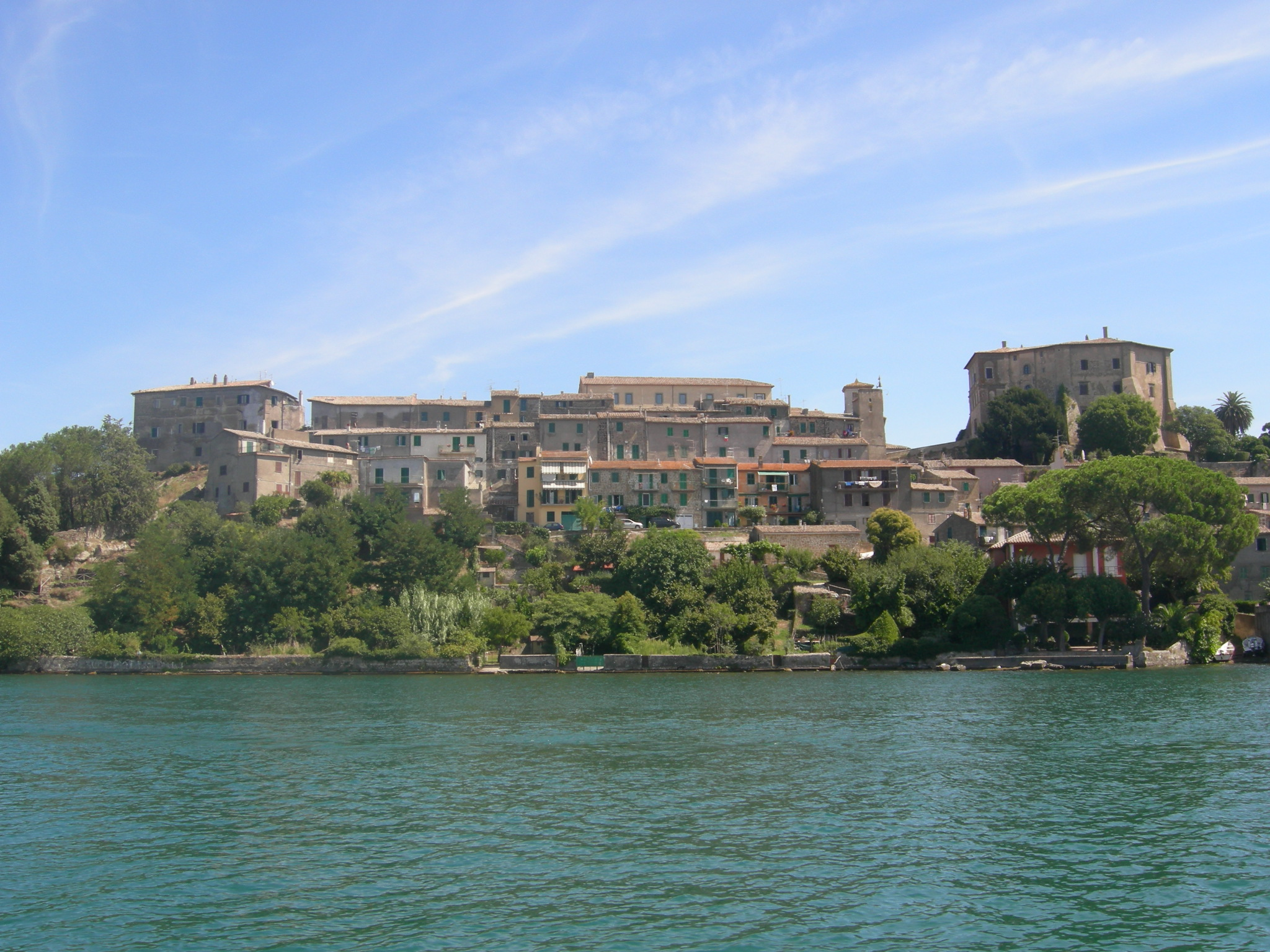
Capodimonte, uno dei paesi del lago, dove governarono i Farnese

Nel 1537 papa Paolo III istituisce il ducato di Castro e lo affida al figlio Pier Luigi Farnese. Appartiene al ducato la sponda meridionale, occidentale e settentrionale del lago, posto come confine naturale del ducato. In particolare i Farnese si insediano nei paesi di Marta, Capodimonte, Bisenzio, le isole Bisentina (dove realizzarono il mausoleo di famiglia) e Martana, Gradoli, Grotte, San Lorenzo e Borghetto.
I Farnese si dedicano con impegno ed energia allo sviluppo dei centri sotto il loro governo. Costruiscono rocche, palazzi e residenze dove ospitano letterati e artisti.
Nel 1649 con la caduta di Castro, il lago ritorna sotto il dominio della Chiesa.

### Secoli successivi
Nel Seicento il lago conobbe l'opera lungimirante e illuminata del cardinale Marcantonio Barbarigo, che diventa vescovo di Montefiascone e benedirà l'opera di Santa Lucia Filippini che fonda l'Ordine delle Maestre Pie, un ordine di suore incaricate inizialmente di occuparsi dell'infanzia della zona del lago, prima di espandere la loro opera in tutto il mondo.
Nel Settecento il livello del lago si alza notevolmente, causando l'impaludamento delle rive più basse, che provoca una forte diffusione della malaria. Scompaiano i centri abitati di Bisenzio (che sarà unito a Capodimonte nel 1816) e il Borghetto che viene unito a Grotte di Castro nel 1745. Le condizioni insalubri spingono Papa Clemente XIV a spostare altrove gli abitanti del centro rivierasco di San Lorenzo alle Grotte. Viene fondato così San Lorenzo Nuovo.
Nel 1848 nasce l'Associazione Castrense, un movimento d'ispirazione mazziniana cui aderiscono molti abitanti del lago. Nel 1860 un distaccamento di garibaldini sbarcati a Talamone, raggiunge il lago e cerca di scatenare una rivolta popolare, occupando la fortezza militare di Valentano. Il tentativo fallisce sia per l'ostilità degli abitanti sia per il deciso intervento delle forze pontificie che ricacciano in Toscana i patrioti.
Comunque, l'area del lago entra nel 1871 nel Regno d'Italia

### Dall'Unità d'Italia a oggi
Dopo l'Unità esplode il fenomeno del brigantaggio, che colpì l'Alto Lazio e la Bassa Toscana. Nella zona del lago, rifugio dei briganti diventò la Selva di San Magno, fra Gradoli, Latera, Valentano e Capodimonte. Qui fu ucciso, in un'operazione contro i briganti, il 3 giugno del 1891 il brigadiere dei carabinieri Sebastiano Preta, medaglia d'argento al valor militare. Il re Umberto I finanziò personalmente la costruzione di un busto dedicato al brigadiere Preta in una piazza di Latera.
L'economia del lago continuava a reggersi sull'agricoltura e sulla pesca, spesso portata avanti col metodo della mezzadria. La povertà spinse molti lacustri ad emigrare, specie verso il Nord America e il Canada: meta privilegiata di molti diventò la città di Montreal.
Il fenomeno del brigantaggio viene sconfitto agli inizi del Novecento e gli anni successivi sono contraddistinti da numerosi interventi pubblici come la sistemazione della Via Cassia, l'arrivo dell'acqua corrente e dell'energia elettrica.
Nel 1927 il lago entra nella neonata provincia di Viterbo.
Il lago seguirà le vicende del resto del paese, passando sotto il regime fascista e subendo le devastazioni della seconda guerra mondiale. Gli Alleati giunsero in zona nell'estate del 1944.
Nel dopoguerra i paesi del lago conobbero una ripresa dell'emigrazione che questa volta si diresse verso altre città italiane, in particolar modo Roma. A partire dagli anni cinquanta e sessanta iniziò anche un lento sviluppo turistico che conobbe il culmine negli anni settanta e ottanta quando diventò particolarmente popolare in Germania, Austria, Paesi Bassi, Belgio e Svezia.

## Comuni del lago di Bolsena

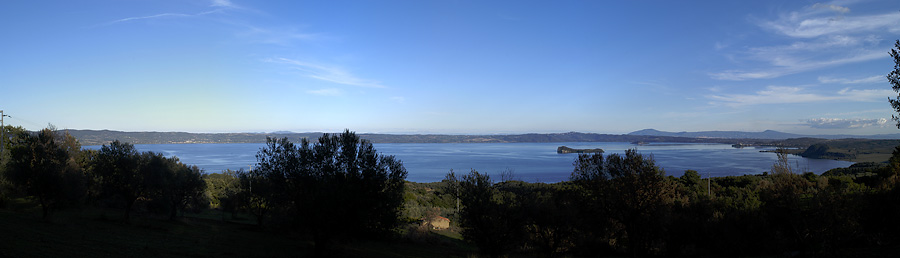
Panoramica del Lago di Bolsena dalla SS 312

I paesi che si affacciano sul lago sono:
- San Lorenzo Nuovo, a nord;
- Montefiascone, a sud-est;
- Marta, a sud-ovest;
- Capodimonte, a sud-ovest;
- Valentano, ad ovest;
- Gradoli, a nord-ovest;
- Grotte di Castro, a nord-ovest;
- Bolsena, a nord-est.

Va annoverato poi il comune di Latera, che pur non affacciandovisi ha dei tratti panoramici sul lago dal Passo della Montagnola e dalla località Cantoniera.

## Museo territoriale
Il museo è situato nel quartiere medievale del Castello di Bolsena, ubicato all'interno della Rocca dei Monaldeschi della Cervara.
È stato inaugurato il 5 maggio 1991.
Consta di varie sezioni che hanno come filo conduttore lo sviluppo umano del territorio, attraverso l'analisi delle fasi storiche antecedenti al periodo etrusco-romano, per poi dispiegarsi attraverso il Medioevo ed il Rinascimento focalizzandosi sugli usi, costumi e tradizioni locali.
Viene poi illustrato il lago di Bolsena, il più grande lago vulcanico d'Europa, con riferimento all'ecosistema lacustre, alla fauna, alla flora e alle attività di pesca, antiche e moderne.
Inserito fin dalla sua inaugurazione nell'Organizzazione Museale Regionale (O.M.R.), il museo è stato anche insignito dalla Regione Lazio del Premio Marchio di Qualità.
Dal 2000 il Comune di Bolsena svolge il ruolo di capofila del Sistema museale del lago di Bolsena, con l'incarico di curarne gli aspetti amministrativi, tramite il proprio Ufficio Cultura, mentre alla direzione del Museo territoriale è stato affidato pro-tempore (allo stato attuale per due mandati consecutivi di un quinquennio ciascuno) il coordinamento dell'attività scientifica condivisa progettualmente ed esecutivamente tra i musei dell'area sistemica e, attraverso interventi mirati e sostenuti finanziariamente dalla Regione Lazio, diretta soprattutto agli ambiti della promozione, della ricerca e della didattica.

## Influenza culturale
Al lago di Bolsena è intitolato il Bolsena Lacus su Titano.

## Galleria d'immagini

### I paesi

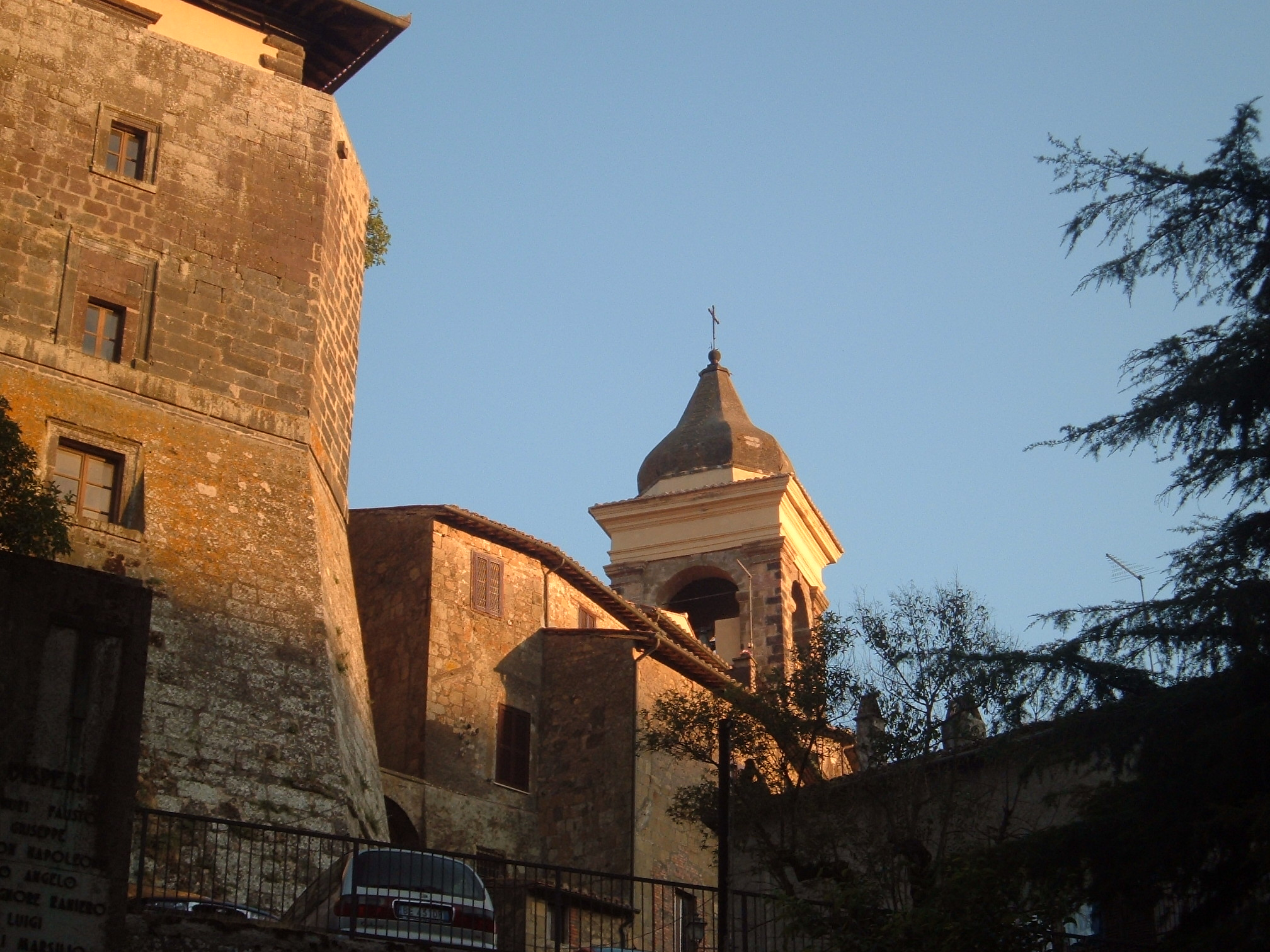
Una suggestiva veduta di Gradoli
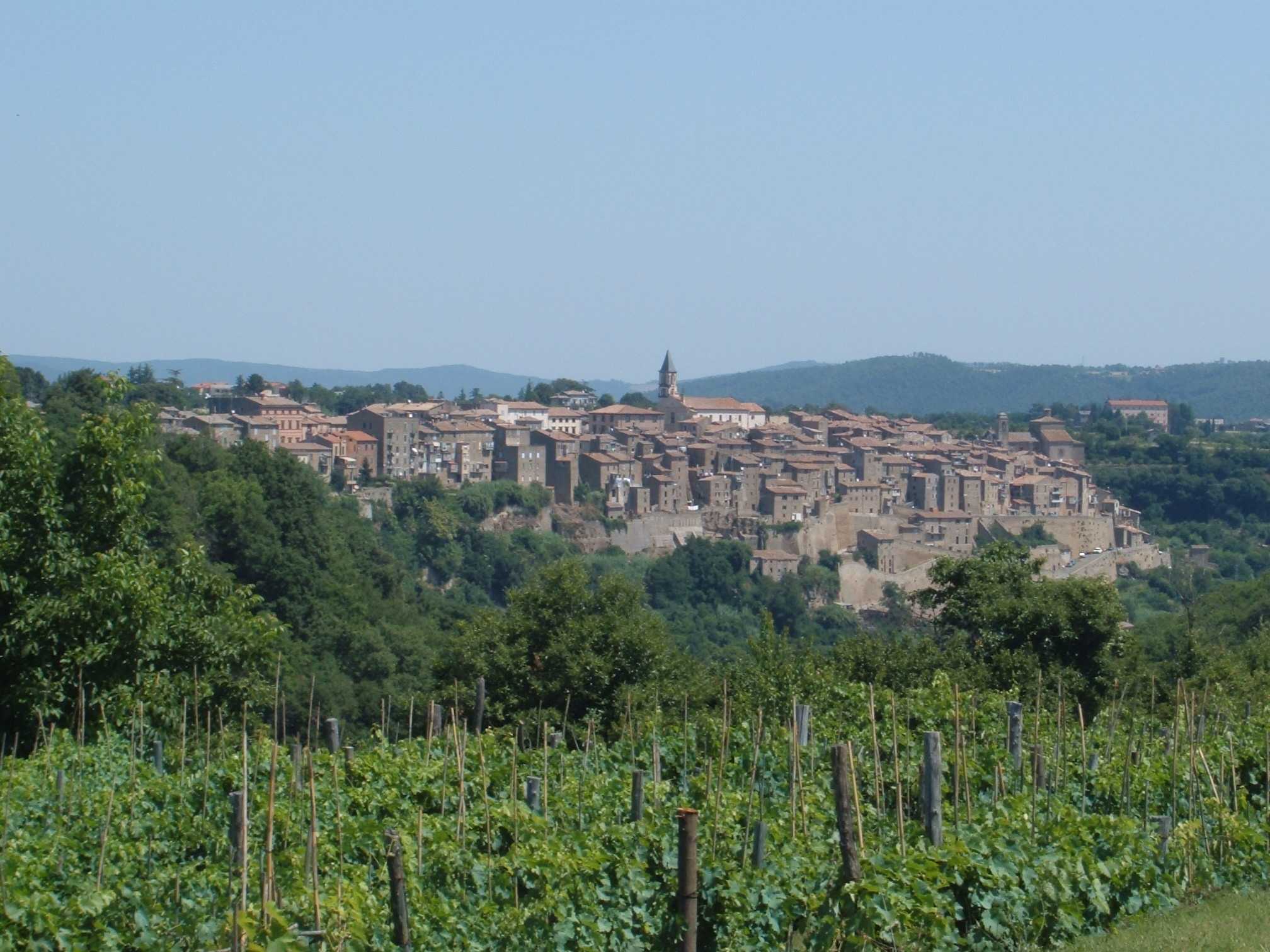
Grotte di Castro
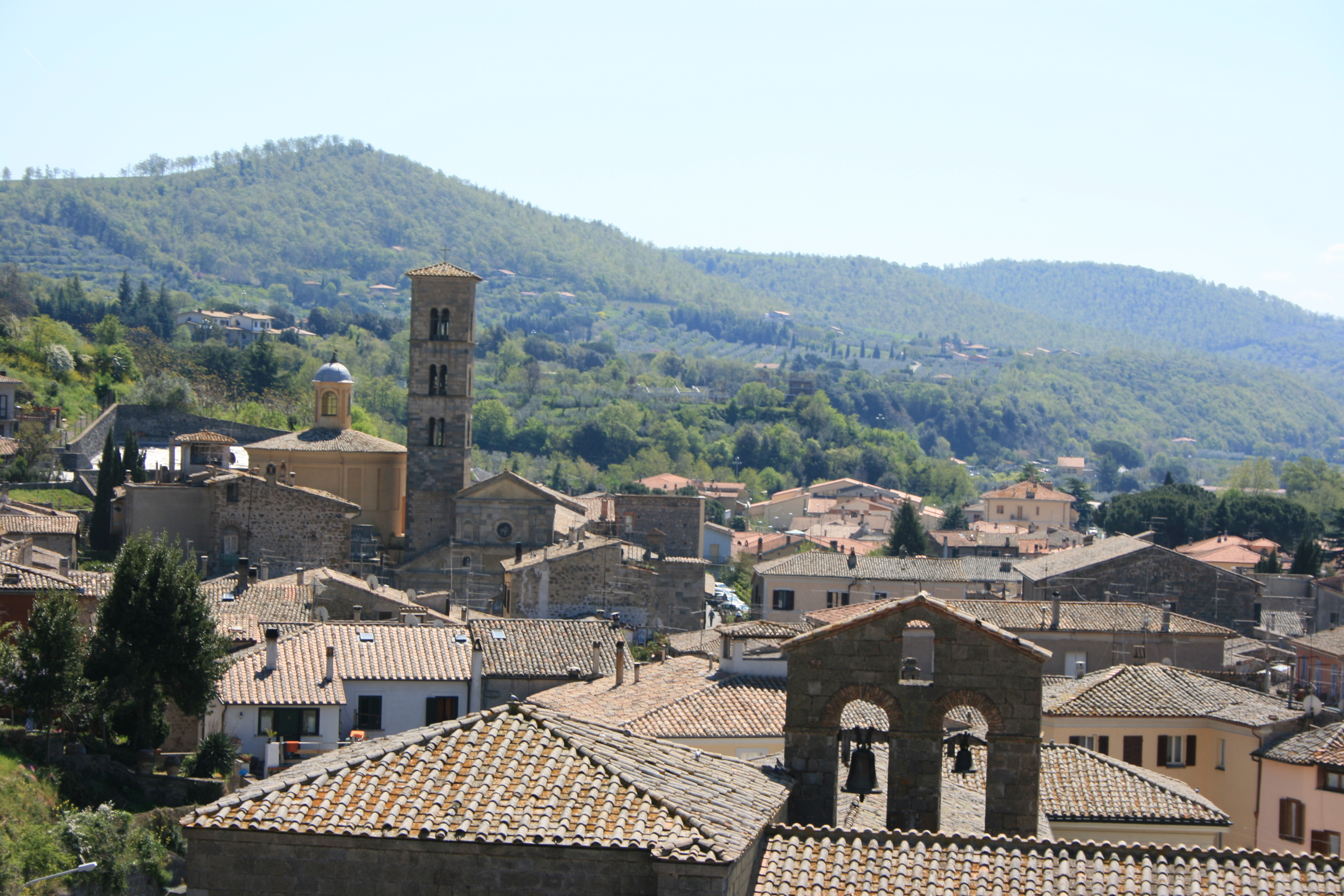
Bolsena
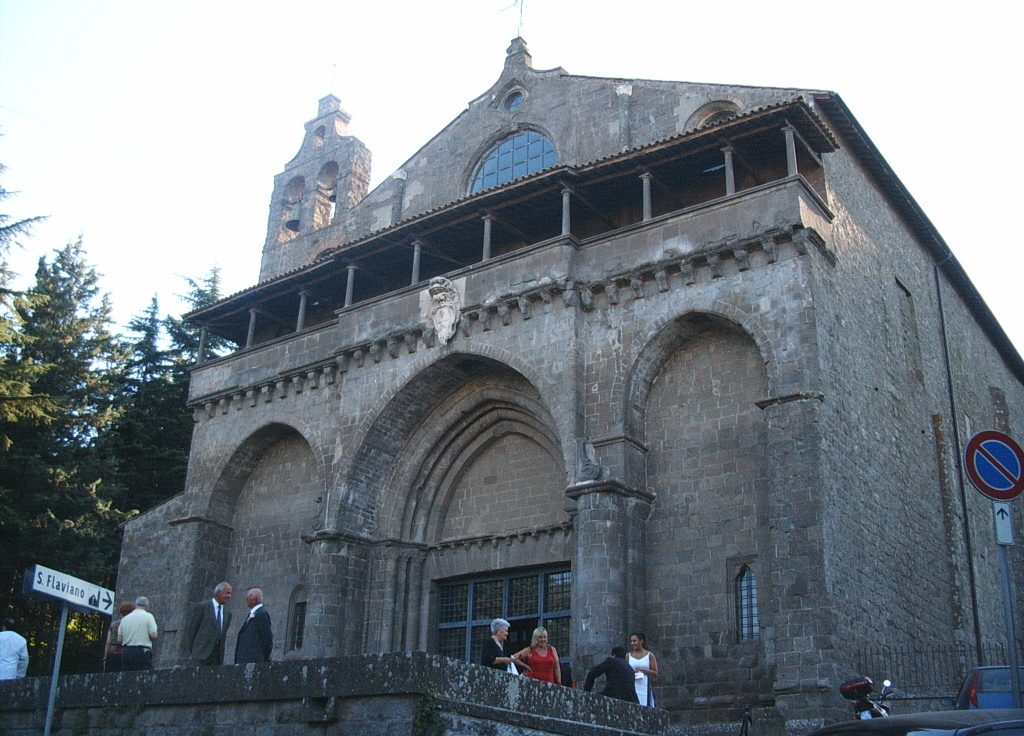
La chiesa di San Flaviano a Montefiascone
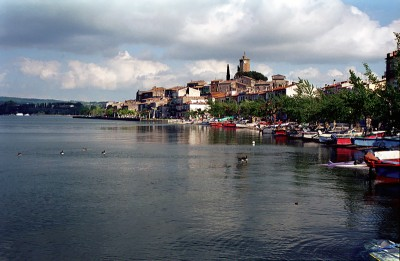
Marta
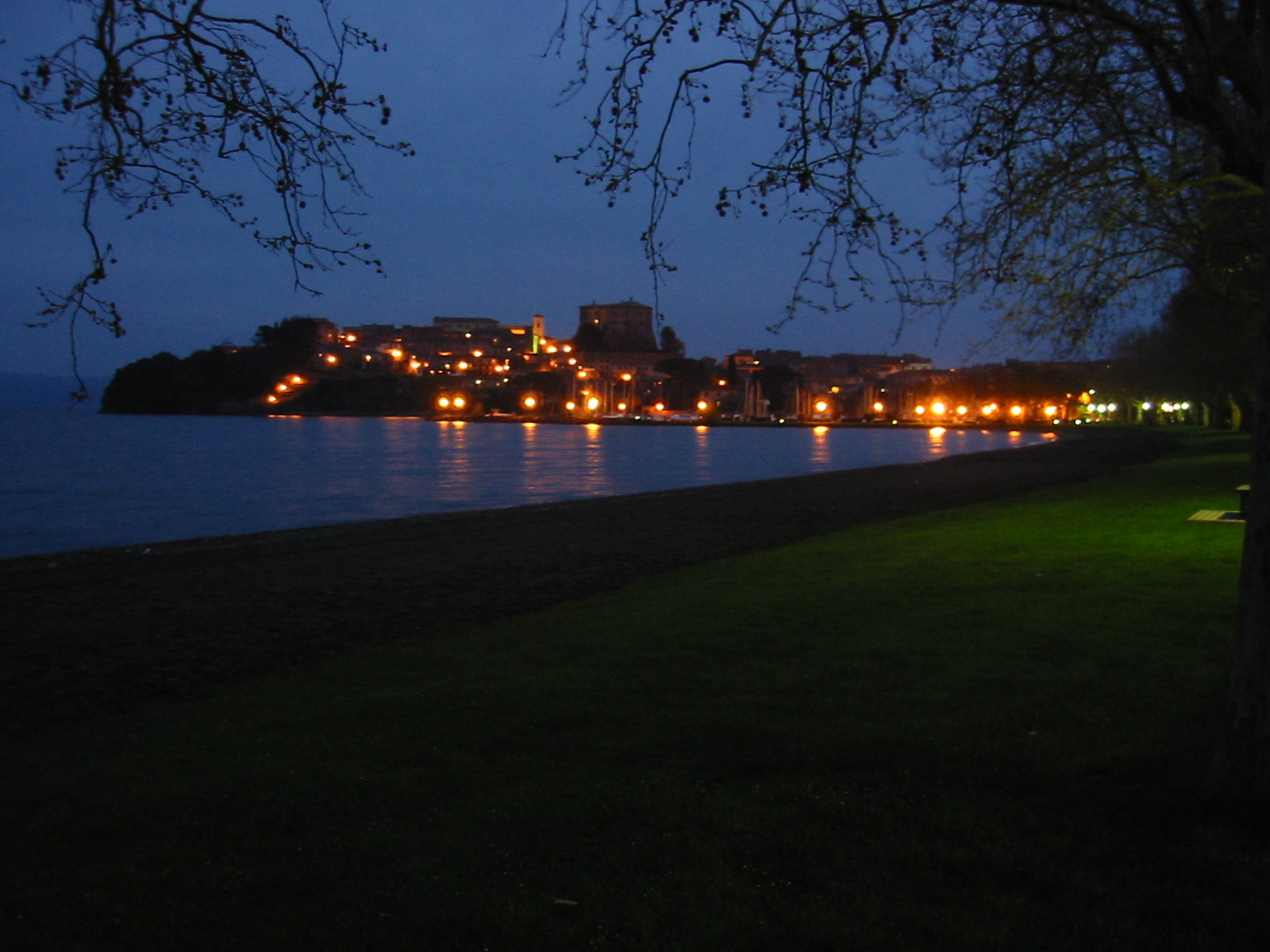
Vista notturna di Capodimonte
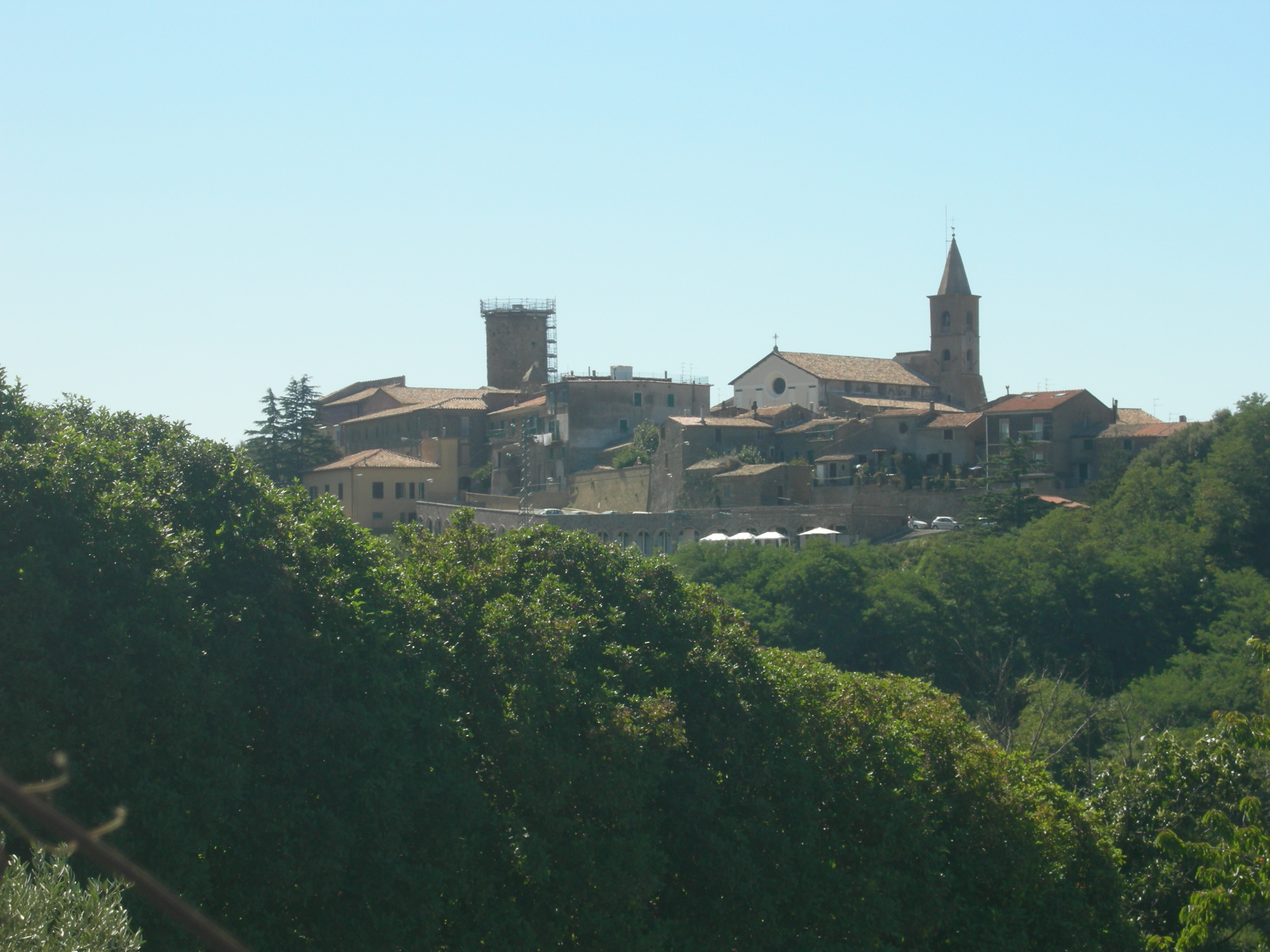
La Rocca di Valentano
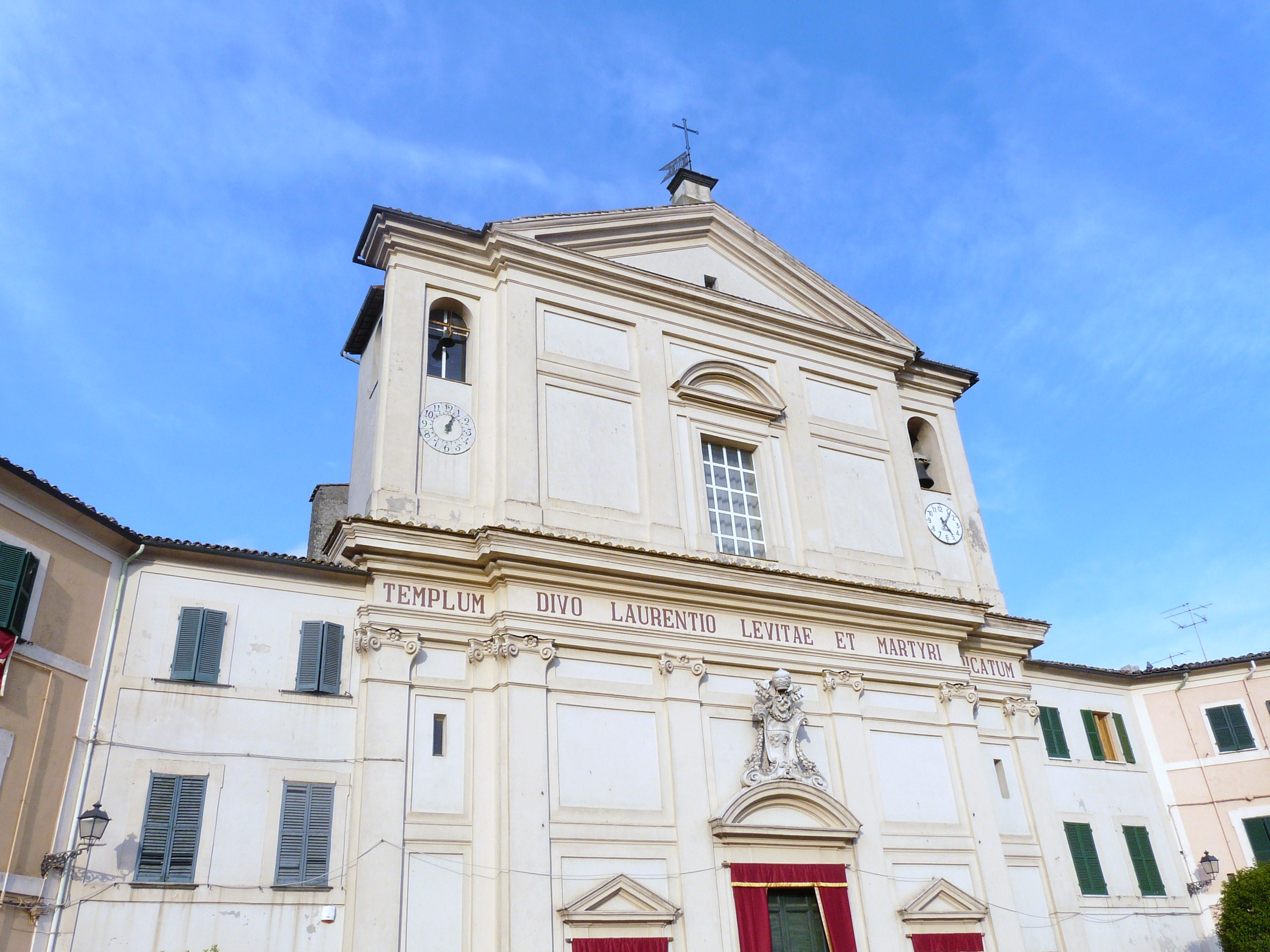
Chiesa di San Lorenzo Nuovo